# Mosh

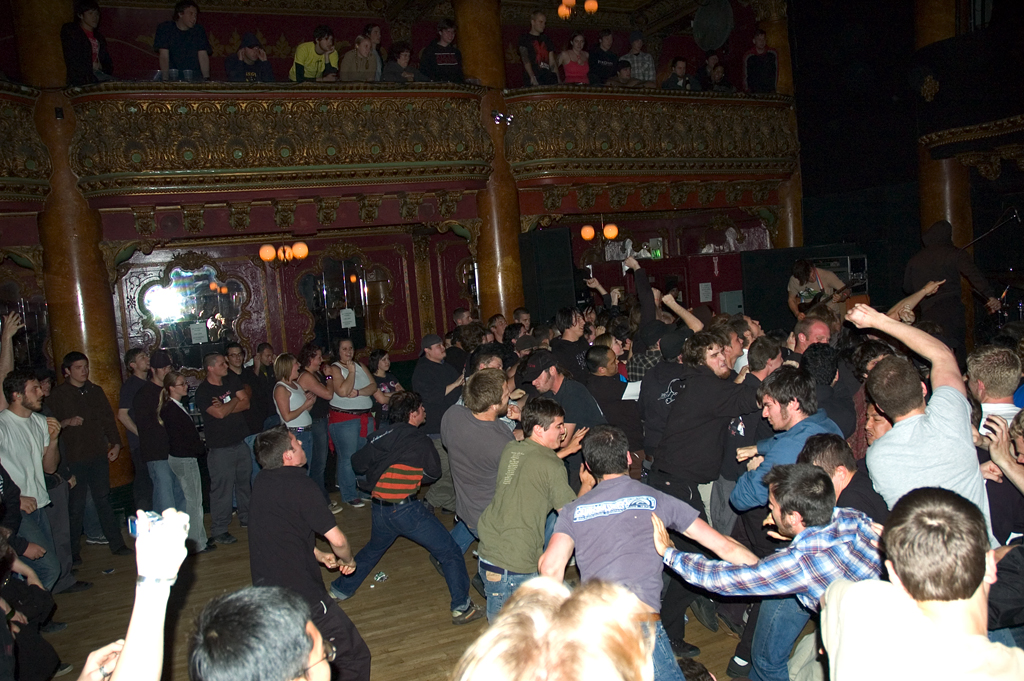
Tłum w trakcie moshu

Mosh – typ zachowania, rodzaj tańca na występach zespołów grających muzykę hardcore, heavymetalową, punkrockową czy podobną, zazwyczaj „ciężką”. Moshujący agresywnie wymachują kończynami, zazwyczaj przed sceną lub w specjalnie wyznaczonej części widowni. Jest to bardziej agresywny rodzaj tańca pogo. Polega on na agresywnym, szybkim i dynamicznym wyrzucaniu łokci i pięści oraz rzucaniu się całym ciałem na innych moshujących uczestników koncertu. Z reguły nie jest mile widziane używanie nóg, co można wywnioskować ze sloganu "no karate in the pit". 
W języku angielskim słowo pojawiło się częściowo za sprawą zespołu Bad Brains, wymawiane z jamajskim akcentem słowo „mash”, już wcześniej używane na określenie tego zjawiska, brzmi jak „osh” i w takiej formie zostało spopularyzowane w utworze „Total Mash” waszyngtońskiej grupy Scream.